# نان سفید
نان سفید (انگلیسی: White bread) یا نان بدون سبوس به‌طور معمول به نانی اشاره می‌شود که از آرد گندمی تهیه گردیده که سبوس و پوسته گیاهک گندم از سته گندم، به عنوان بخشی از فرآیند آسیا کردن یا آسیاب، جهت تولید آرد با رنگ سفید یا روشن، به‌طور کامل جدا گردیده‌است.

## تاریخچه
نان تهیه شده از دانه باریک برگ به تمدن ابتدایی دورهٔ ماقبل زراعت ناتوفی در ۱۲٬۰۰۰ سال قبل بازمی‌گردد. ولی فقط گندم می‌تواند برای تهیه نشاسته خالص سفید مورد غربال گری قرار گیرد، مهارتی که دست کم به دوران مصر باستان بازمی‌گردد.